# Friedensgericht Aachen
Das Friedensgericht Aachen war ein französisches und dann preußisches Friedensgericht mit Sitz in Aachen.

## Geschichte

### Franzosenzeit
Bereits im Spätherbst 1794 hatten die französischen Revolutionsheere das Linke Rheinufer besetzt. Die Annexion wurde im Vorfrieden von Leoben (1797) sowie im Frieden von Campo Formio (1797) vorbereitet und im Frieden von Lunéville (1801) abschließend geregelt. Die Besatzungsmacht hob die bisherigen Gerichte auf und schuf eine völlig neue Gerichtsorganisation des Linken Rheinufers. Eingangsinstanz für Zivilsachen bildeten Friedensgerichte.
Mit Verordnung Rudlers vom 23. Januar 1798 wurden diese Friedensgerichte gebildet. Sie bestanden aus einem Friedensrichter (juge de paix) und vier ehrenamtliche Beisitzern (assesseurs). Diese mussten 30 Jahre alt sein und durften keine Verwaltungsfunktionen wahrnehmen. Lediglich die Beisitzer konnten auch hauptberuflich Munizipalbeamte sein. Der Friedensrichter musste in seinem Bezirk wohnen und mindestens dreimal die Woche Gerichtstermine halten. Er entschied gemeinsam mit jeweils zwei seiner Beisitzer bei Streitwerten bis zu 50 Franc ohne Appellationsmöglichkeit und bis zu 100 Franc mit Appellationsmöglichkeit. Der Friedensrichter ernannte Gerichtsschreiber. Der Friedensrichter erhielt ein Jahresgehalt von 600 Franc, die Gerichtsschreiber erhielten Gerichtsgebühren sowie ein Gehalt von 200 Franc. Da diese Besoldung zu niedrig war, konnten die Kantone zusätzliche Gehälter zahlen. Zwischen dem 15. März und dem 3. August 1798 ernannte Rudler die ersten Gerichtsbeamten.
Das Friedensgericht Aachen (justice de paix d’Aix-la-Chapelle) war für den Kanton Aachen zuständig. Da die Zahl der Gerichtseingesessenen hoch war, gab es hier nicht nur einen, sondern drei Friedensrichter. Das Gericht teilte sich hierzu in drei Sektionen (Sektion Liberté, Sektion Égalité und Sektion Réunion) auf. Friedensrichter der Sektion Liberté wurde Ferdinand Korff, Friedensrichter der Sektion Égalité Edmund Joseph Senden und Friedensrichter der Sektion Réunion Johann Josef Contrain. Auch wenn die Richter als integer beschrieben wurden, führte die geringe Besoldung zu Regelverstößen. So rügte die Regierung beispielsweise, dass Edmund Joseph Senden für Ausfertigungen von Urkunden statt der vorgeschriebenen Gebühr von 50 Centimes 1 Franc und 50 Centimes berechnete.
Auf Ebene der Départements waren den Friedensgerichten Tribunale erster Instanz (tribunal civile) übergeordnet. Für das Friedensgericht Aachen war das das Tribunal erster Instanz Aachen für das Département de la Roer zuständig.
Mit Konsularbeschluss vom 28. Januar 1803 wurden die Gerichtsbezirke der Friedensgerichte bestätigt. Das Friedensgericht Aachen war weiter dem Tribunal erster Instanz Aachen nachgeordnet, dies war nun für das Arrondissement d’Aix-la-Chapelle zuständig. Mit Konsularbeschluss vom 15. März 1804 wurde die Zahl der Sektionen der Aachener Friedensgerichtes von drei auf zwei reduziert. Mit Verfügung vom 5. April 1803 wurde das Gesetz vom 20. März 1801 auch auf dem Linken Rheinufer eingeführt. Die Besitzer wurden hierbei abgeschafft und stattdessen zwei Ersatzmänner (supléants) bestimmt wurden. Die Kantonalversammlungen hatten jeweils vier Kandidaten für die Ersatzmänner und zwei Kandidaten für die Friedensrichter vorzuschlagen unter denen dann der Erste Konsul die Amtsinhaber auswählte.

### Preußen
Nach dem Zusammenbruch der französischen Herrschaft 1814 wurde Aachen Teil der preußischen Rheinprovinz. Dabei wurde das als fortschrittlich empfundene französische Rechtssystem und auch die Gerichtsorganisation weitgehend beibehalten. Das Friedensgericht Aachen blieb als königlich preußisches Friedensgericht Aachen bestehen, die Tribunale 1. Instanz wurden lediglich in „Kreisgerichte“ umbenannt. Das Friedensgericht Aachen war damit dem Kreisgericht Aachen nachgeordnet. 1820 wurde die Gerichtsorganisation erneut neugeordnet. Das Friedensgericht Aachen wurde nun in das Friedensgericht Aachen I (für die Stadt) und Friedensgericht Aachen II (für den Landkreis) geteilt und das Kreisgericht Aachen in Landgericht Aachen umbenannt.
1879 wurden in Deutschland einheitlich Amts-, Land- und Oberlandesgerichte gebildet. Das Friedensgericht Aachen wurde damit aufgehoben und es entstand das Amtsgericht Aachen als Nachfolger.

## Richter
- Peter Joseph Fischbach (Friedensgericht Aachen II, bis 1839)